# La blonde contre-attaque
Pour les articles homonymes, voir Legally Blonde (homonymie).
Série La Revanche d'une blonde
La Revanche d'une blonde
(2001) Blondes pour la vie
(2009)
Pour plus de détails, voir Fiche technique et Distribution.
La blonde contre-attaque, ou Blonde et légale 2 : Rouge, blanc et blonde au Québec (Legally Blonde 2: Red, White & Blonde) est un film américain réalisé par Charles Herman-Wurmfeld, sorti en 2003. 
Il s'agit de la suite du film La Revanche d'une blonde (Legally Blonde), lui-même une adaptation du roman Legally Blonde d'Amanda Brown.
Le film est un succès, en récoltant 125 millions de dollars de recettes. Il est suivi par un spin-off, Blondes pour la vie, sorti directement en vidéo en 2009.

## Synopsis
Après ses aventures à Harvard, la vie d'Elle Woods est devenue plus calme. Elle a un poste dans un cabinet d'avocat et vit avec son fiancé, Emett Richards. Mais tout bascule quand elle se met en tête de retrouver la mère de son chihuahua orphelin, Boxer (Bruiser en version originale). Elle engage un détective privé qui lui apprend que la mère de Boxer est enfermée dans un laboratoire où elle subit des tests pharmaceutiques. Elle décide de se rendre à la Chambre des représentants, à Washington, pour faire interdire les tests sur les animaux.

## Fiche technique
- Titre original : Legally Blonde 2: Red, White & Blonde
- Titres français : La blonde contre-attaque
- Titre québécois : ''Blonde et légale 2 : Rouge, blanc et blonde
- Réalisation : Charles Herman-Wurmfeld
- Scénario : Kate Kondell d'après les personnages d'Amanda Brown (en)
- Histoire : Eve Ahlert, Dennis Drake et Kate Kondell
- Direction artistique : Mark Worthington
- Décors : Missy Stewart[3]
- Costumes : Sophie De Rakoff[4]
- Photographie : Elliot Davis
- Montage : Peter Teschne
- Musique : Rolfe Kent
- Production : David Nicksay, Marc Platt
  - Production déléguée : Reese Witherspoon
  - Coproduction : Jennifer Simpson, Stephen Traxler
- Société(s) de production : Metro-Goldwyn-Mayer, Marc Platt Productions, Type A Films
- Société(s) de distribution :  Mondial Metro-Goldwyn-Mayer
- Budget : 45 000 000 $ US[5]
- Pays d'origine : États-Unis
- Année : 2003
- Langue : anglais
- Format : couleur (DeLuxe) – 35 mm – 1,85:1 – Dolby Digital – DTS
- Genre : comédie
- Durée : 95 minutes
- Dates de sortie :
  -  États-Unis : 30 juin 2003 (première mondiale à New York)
  -  États-Unis,  Canada : 2 juillet 2003
  -  Belgique : 30 juillet 2003
  -  France : 7 septembre 2003 (au Festival du cinéma américain de Deauville)
  -  France,  Suisse romande : 24 septembre 2003
- Interdiction :  États-Unis : Rated PG-13 for some sex-related humor

## Distribution
Légende : Version Française = V. F. et Version Québécoise = V. Q.
- Reese Witherspoon (V. F. : Véronique Alycia ; V. Q. : Christine Bellier) : Elle Woods
- Sally Field (V. F. : Monique Thierry ; V. Q. : Claudine Chatel) : Victoria Rudd
- Regina King (V. F. : Maïk Darah ; V. Q. : Viviane Pacal) : Grace Rossiter
- Jennifer Coolidge (V. F. : Laurence Crouzet ; V. Q. : Marie-Andrée Corneille) : Paulette
- Bruce McGill (V. F. : Marcel Guido ; V. Q. : Aubert Pallascio) : Stanford Marks
- Dana Ivey (V. F. : Sylvie Genty ; V. Q. : Chantal Baril) : Libby Hauser
- Mary Lynn Rajskub (V. F. : Carole Gioan ; V. Q. : Julie Burroughs) : Reena Giuliani
- Jessica Cauffiel (V. F. : Barbara Tissier ; V. Q. : Camille Cyr-Desmarais) : Margot
- Alanna Ubach (V. F. : Nathalie Bleynie ; V. Q. : Violette Chauveau) : Serena McGuire
- J Barton (V. F. : Damien Ferrette ; V. Q. : Paul Sarrasin) : Timothy McGinn
- Stanley Anderson (V. F. : Dominique Paturel) : Michael Blaine
- Bob Newhart (V. F. : Michel Ruhl ; V. Q. : Hubert Fielden) : Sid Post
- Luke Wilson (V. F. : Bruno Choël ; V. Q. : Antoine Durand) : Emmett Richmond
- Ruth Williamson (V. F. : Josiane Pinson) : Madeline Kroft
- Jack McGee (V. F. : Jacques Dynam ; V. Q. : Marc Bellier) : l'inspecteur Ambrose Finchley
- Sam Pancake (en) (V. F. : Pierre Tessier) : Kevin
- David Doty (VF : Henri Poirier) : Rob Cole
- Jackie Hoffman (VF : Danièle Hazan) : la réceptionniste du spa pour chiens
- Michael A. Krawic (VF : Guillaume Lebon) : le scientifique des NIH
- James Newman (V. F. : Jacques Ciron) : Ray Fuchs
- Keone Young (V. F. : Pascal Casanova) : l'employé au bureau

## Box office
Le film est un succès, en récoltant 125 millions de dollars de recettes.

## Bande originale
La bande originale contient le single We Can, interprété par la chanteuse LeAnn Rimes. LeAnn Rimes We Can vidéo officielle sur Youtube
| 1.    | We Can                                     | LeAnn Rimes                  | 3:40 |
| 2.    | Breakthrough                               | Hope 7                       | 2:44 |
| 3.    | Atomic Dog (Dogs Of the World Unite Remix) | George Clinton feat. Coolio  | 4:23 |
| 4.    | Me Against the World                       | Superchick                   | 2:58 |
| 5.    | I'm Just a Bill                            | Deluxx Folk Implosion        | 3:26 |
| 6.    | Sisters Are Doin' It for Themselves        | Eurythmics & Aretha Franklin | 4:53 |
| 7.    | More Bounce (In California)                | Soul Kid No. 1               | 3:59 |
| 8.    | For What It's Worth                        | The Candyskins               | 4:00 |
| 9.    | Power to the People                        | John Lennon                  | 3:20 |
| 10.   | America                                    | Lou Reed                     | 2:48 |
| 11.   | We Can (American Mix)                      | LeAnn Rimes                  | 3:36 |
| 34:54 |                                            |                              |      |

## Distinctions

### Récompenses
- 2004 : BMI Film Music Award pour Rolfe Kent
- 2004 : Genesis Award
- 2004 : Hollywood Makeup Artist and Hair Stylist Guild Award pour Toni-Ann Walker, Stephen Robinette et Edward Morrison

### Nominations
- 2004 : nommé aux Costume Designers Guild Awards pour Sophie Carbonell
- 2004 : nommé aux MTV Movie Award pour meilleur look pour Reese Witherspoon

## Suite
Il est suivi du téléfilm Blondes pour la vie en 2009.